# Vojska Bezgrešne
Vojska Bezgrešne je katolička marijanska udruga. Utemeljena je u Rimu, 1917. godine, zalaganjem poljskog franjevca sv. Maksimilijana Kolbea.

## Nastanak
Maksimilijan Kolbe je poljski franjevac konventualac, koji je studirao u Rimu. Zapazio je na ulicama grada manifestacije, koje su veličale poganstvo i sotonizam te žestoko kritizirale kršćanstvo. Odlučio je naći put, kako ljudima približiti Boga, da se što veći broj ljudi spasi, posebno najveći grešnici. Dobio je ideju: „Svijet bez grijeha može se sazdati samo po onoj, koja je uvijek bila bezgrešna.” Odlučio je okupiti vjernike, koji će promicati štovanje Bezgrješne - Djevice Marije. Osnovana je udruga „Vojska Bezgrešne„ u Rimu 1917. na Međunarodnom kolegiju franjevaca koventualaca. Maksimilijan Kolbe imao je tada 24 godine. Bio je pokretač akcija, makar je bolovao od tuberkuloze. Vratio se 1919. u Poljsku i širio pokret. Nailazio je na veliko nerazumijevamje svoje redovničke braće, no to ga nije pokolebalo. Udruga se širila, tiskane su novine, knjige u milijunskim nakladama
Udruga je 2. siječnja 1922. ishodila pravni status unutar Katoličke Crkve u svojstvu vjerske udruge. Papa Pio XI. poticao je vjernike, da se uključe u rad udruge i udijelio im brojne oproste 18. prosinca 1926. Udruga se sve više širila, djeluje i danas, među ostalim državama i u Hrvatskoj.

## Ciljevi
Cilj udruge je nastojanje oko obraćenja grešnika, nekatolika i katolika, ljubav prema svim ljudima, neovisno o vjerskim i nacionalnim razlikama, kako bi ih se približilo Bogu. 
Udruga promiče dobrobit duša dobrim primjerom, molitvom, radom, širenjem knjiga i časopisa o Mariji, širenjem Čudotvorne medaljice.

## Djelovanje u Hrvatskoj
Postoji u Hrvatskoj još prije Drugog svjetskog rata. Proširila se nakon što je Maksimilijan Kolbe proglašen blaženim i svetim. Za širenje je zaslužna Hrvatska provincija sv. Jeronima franjevaca konventualaca i članovi. Nacionalni upravitelj u Hrvatskoj je dugo bio pokojni franjevac konventualac Antun Gašparić. Trenutni nacionalni asistent je Zdravko Tuba.

## Vanjske poveznice
- Službena stranica